# Ginástica nos Jogos Olímpicos de Verão de 1904 - Individual geral
A final do individual geral masculino da ginástica artística nos Jogos Olímpicos de Verão de 1904 contou com a participação de quase 120 ginastas, que competiram entre os dias 1 e 2 de julho de 1904.

## Medalhistas
| Ouro   | USA Julius Lenhart |
| Prata  | GBR Wilhelm Weber  |
| Bronze | SUI Adolf Spinnler |

## Aparelhos disputados
Estes aparelhos também compuseram as provas do triatlo e do triatlo ginástico, disputados para totalizar as notas dos atletas:
- 100 jardas ou 91,44 metros
- Salto em distância
- Arremesso de peso
- Barras paralelas
- Salto sobre o cavalo
- Cavalo com alças
- Barra fixa

## Final
Sem as disputas da qualificatória, os ginastas disputaram diretamente as medalhas
| Pos.              | Ginasta             | Nação              | Pontuação |
| ----------------- | ------------------- | ------------------ | --------- |
| Medalha de ouro   | Julius Lenhart      | USA Estados Unidos | 69,800    |
| Medalha de prata  | Wilhelm Weber       | GBR Grã-Bretanha   | 69,100    |
| Medalha de bronze | Adolf Spinnler      | SUI Suíça          | 67,990    |
| 4                 | Ernst Mohr          | GER Alemanha       | 67,900    |
| 5                 | Otto Wiegand        | GER Alemanha       | 67,820    |
| 6                 | Otto Steffen        | USA Estados Unidos | 67,030    |
| 7                 | Hugo Peitsch        | GER Alemanha       | 66,660    |
| 8                 | John Bissinger      | USA Estados Unidos | 66,570    |
| 9                 | Christian Busch     | GER Alemanha       | 66,120    |
| 10                | William Merz        | USA Estados Unidos | 65,260    |
| 11                | Philip Kassel       | USA Estados Unidos | 64,560    |
| 12                | Theodore Gross      | USA Estados Unidos | 64,390    |
| 13                | Wilhelm Lemke       | GER Alemanha       | 64,150    |
| 14                | Otto Boehnke        | USA Estados Unidos | 64,100    |
| 15                | William Andelfinger | USA Estados Unidos | 63,530    |
| 16                | George Stapf        | USA Estados Unidos | 63,470    |
| 17                | Charles Umbs        | USA Estados Unidos | 63,190    |
| 18                | Anton Heida         | USA Estados Unidos | 62,720    |
| 19                | Adolph Weber        | GER Alemanha       | 62,620    |
| 20                | Andreas Kempf       | USA Estados Unidos | 62,570    |
| 21                | George Mayer        | USA Estados Unidos | 61,660    |
| 22                | Fred Schmind        | USA Estados Unidos | 61,400    |
| 23                | Andrew Neu          | USA Estados Unidos | 61,210    |
| 24                | John Duha           | USA Estados Unidos | 61,020    |
| 25                | Reinhard Wagner     | USA Estados Unidos | 60,730    |
| 26                | Lorenz Spann        | USA Estados Unidos | 60,320    |
| 27                | Emil Rothe          | USA Estados Unidos | 60,270    |
| 28                | Ragnar Berg         | USA Estados Unidos | 60,240    |
| 29                | Robert Herrmann     | USA Estados Unidos | 59,990    |
| 30                | Emil Beyer          | USA Estados Unidos | 59,700    |
| 31                | Max Hess            | USA Estados Unidos | 59,290    |
| 32                | Edward Siegler      | USA Estados Unidos | 59,030    |
| 33                | Harry Hansen        | USA Estados Unidos | 59,000    |
| 34                | Max Wolf            | USA Estados Unidos | 57,850    |
| 35                | Frank Schicke       | USA Estados Unidos | 57,470    |
| 36                | John Dellert        | USA Estados Unidos | 57,410    |
| 37                | Charles Sorum       | USA Estados Unidos | 57,400    |
| 38                | William Horschke    | USA Estados Unidos | 57,330    |
| 39                | Oliver Olsen        | USA Estados Unidos | 57,270    |
| 40                | Rudolf Krupitzer    | USA Estados Unidos | 57,180    |
| 41                | Gustav Mueller      | USA Estados Unidos | 57,120    |
| 42                | Emil Schwegler      | USA Estados Unidos | 56,870    |
| 43                | Henry Koeder        | USA Estados Unidos | 56,580    |
| 44                | Louis Kniep         | USA Estados Unidos | 56,570    |
| 45                | William Traband     | USA Estados Unidos | 56,260    |
| 46                | Leander Keim        | USA Estados Unidos | 56,160    |
| 47                | Ernst Reckeweg      | USA Estados Unidos | 56,150    |
| 48                | Charles Krause      | USA Estados Unidos | 56,110    |
| 49                | Jacob Hertenbahn    | USA Estados Unidos | 55,770    |
| 50                | Edward Hennig       | USA Estados Unidos | 55,630    |
| 51                | Philip Schuster     | USA Estados Unidos | 55,440    |
| 52                | John Grieb          | USA Estados Unidos | 55,210    |
| 53                | P. Gussmann         | USA Estados Unidos | 54,920    |
| 54                | G. Hermerrling      | USA Estados Unidos | 54,870    |
| 55                | William Tritschler  | USA Estados Unidos | 54,730    |
| 56                | Christian Deubler   | USA Estados Unidos | 54,630    |
| 57                | Julian Schmitz      | USA Estados Unidos | 54,580    |
| 58                | Otto Neimand        | USA Estados Unidos | 54,540    |
| 59                | Robert Maysack      | USA Estados Unidos | 54,530    |
| 60                | Emil Voigt          | USA Estados Unidos | 54,330    |
| 61                | Anthony Jahnke      | USA Estados Unidos | 53,940    |
| 62                | Phillip Sontag      | USA Estados Unidos | 53,830    |
| 63                | Oluf Landnes        | USA Estados Unidos | 53,640    |
| 64                | George Aschenbrener | USA Estados Unidos | 53,470    |
| 65                | John Wolf           | USA Estados Unidos | 53,430    |
| 66                | Edward Tritschler   | USA Estados Unidos | 53,160    |
| 67                | Max Emmerich        | USA Estados Unidos | 52,850    |
| 68                | Henry Prinzler      | USA Estados Unidos | 52,810    |
| 69                | Frank Raad          | USA Estados Unidos | 52,390    |
| 70                | Louis Hunger        | USA Estados Unidos | 52,220    |
| 71                | George Eyser        | USA Estados Unidos | 52,200    |
| 72                | William Berewald    | USA Estados Unidos | 51,870    |
| 73                | George Mastrovich   | USA Estados Unidos | 51,830    |
| 73                | Martin Ludwig       | USA Estados Unidos | 51,830    |
| 75                | M. Bascher          | USA Estados Unidos | 51,530    |
| 76                | Henry Kraft         | USA Estados Unidos | 51,400    |
| 77                | Willard Schrader    | USA Estados Unidos | 51,220    |
| 78                | James Dwyer         | USA Estados Unidos | 51,000    |
| 79                | George Schroeder    | USA Estados Unidos | 50,900    |
| 80                | Robert Reynolds     | USA Estados Unidos | 50,740    |
| 81                | Harry Warnken       | USA Estados Unidos | 50,530    |
| 82                | Bergin Nilsen       | USA Estados Unidos | 50,450    |
| 83                | John Leichinger     | USA Estados Unidos | 50,000    |
| 84                | Rudolf Schrader     | USA Estados Unidos | 49,640    |
| 85                | Michael Lang        | USA Estados Unidos | 49,440    |
| 86                | Charles Dellert     | USA Estados Unidos | 49,350    |
| 87                | Alvin Kritschmann   | USA Estados Unidos | 48,970    |
| 88                | Richard Tritschler  | USA Estados Unidos | 48,800    |
| 89                | Arthur Rosenkampff  | USA Estados Unidos | 48,340    |
| 90                | Clarence Kiddington | USA Estados Unidos | 48,300    |
| 91                | Hy. Meyland         | USA Estados Unidos | 47,940    |
| 92                | Barry Chimberoff    | USA Estados Unidos | 47,930    |
| 93                | K. Woerner          | USA Estados Unidos | 47,670    |
| 94                | K. Roedek           | USA Estados Unidos | 47,630    |
| 95                | M. Barry            | USA Estados Unidos | 47,430    |
| 96                | P. Ritter           | USA Estados Unidos | 47,090    |
| 97                | Otto Feyder         | USA Estados Unidos | 47,050    |
| 98                | Bernard Berg        | USA Estados Unidos | 46,730    |
| 99                | Max Thomas          | USA Estados Unidos | 45,850    |
| 100               | M. Fischer          | USA Estados Unidos | 45,350    |
| 101               | Charles Schwartz    | USA Estados Unidos | 45,340    |
| 102               | Wilhelm Zabel       | USA Estados Unidos | 45,130    |
| 103               | Louis Rathke        | USA Estados Unidos | 44,930    |
| 104               | L. Guerner          | USA Estados Unidos | 44,900    |
| 105               | William Herzog      | USA Estados Unidos | 44,600    |
| 106               | August Placke       | USA Estados Unidos | 44,410    |
| 106               | Otto Roissner       | USA Estados Unidos | 44,410    |
| 108               | Paul Studel         | USA Estados Unidos | 43,380    |
| 109               | Arthur Sundbye      | USA Estados Unidos | 43,210    |
| 110               | Christian Sperl     | USA Estados Unidos | 42,660    |
| 111               | William Kruppinger  | USA Estados Unidos | 42,500    |
| 112               | J. Wassow           | USA Estados Unidos | 42,460    |
| 113               | Walter Real         | USA Estados Unidos | 42,440    |
| 114               | John Messel         | USA Estados Unidos | 41,970    |
| 115               | Otto Thomsen        | USA Estados Unidos | 41,670    |
| 116               | Edward Pueschell    | USA Estados Unidos | 40,360    |
| 117               | Otto Knerr          | USA Estados Unidos | 39,870    |
| 118               | William Friedrich   | USA Estados Unidos | 39,570    |
| 119               | Theodore Studler    | USA Estados Unidos | 13,140    |